# مزرعه بادی کهک
مزرعه بادی کهک نام مزرعه تولید برق با استفاده از انرژی باد در ایران می‌باشد؛ که در سال ۱۳۹۲ در ۵ کیلومتری شهر تاکستان در استان قزوین راه‌اندازی گردید. این مزرعه در مرحله اول با ظرفیت ۲٫۵ مگاوات به بهره‌برداری رسیده‌است؛ و در حال حاضر توان تولید ۵۵ مگاوات برق با بکارگیری ۲۲ عدد توربین ۲٫۵ مگاواتی را دارا می‌باشد. برق تولیدی این نیروگاه بادی در پست رازی در پنج کیلومتری شهر تاکستان مورد بهره‌برداری قرار می‌گیرد.

## ویژگی‌ها
توربین‌های نصب شده در این مزرعه بادی برای نخستین بار در ایران و توسط شرکت مپنا پارس تولید شده‌اند. توربین‌های نصب شده در این مرکز بزرگ‌ترین توربین بادی کشور محسوب می‌شوند به‌طوری‌که هر کدام ۸۵ متر ارتفاع و دارای ۳۰۰ تن وزن می‌باشند. توربین‌ها ۳ پره‌ای بوده و طول هر پره ۵۳ متر می‌باشد. هر کدام از این توربین‌ها ظرفیت تولید ۲٫۵ مگاوات برق را داراست. این توربین بادی شامل سه بخش پایه یا برج، موتورخانه و روتور است. همچنین درخت های این منطقه به دلیل باد زیاد کج است.

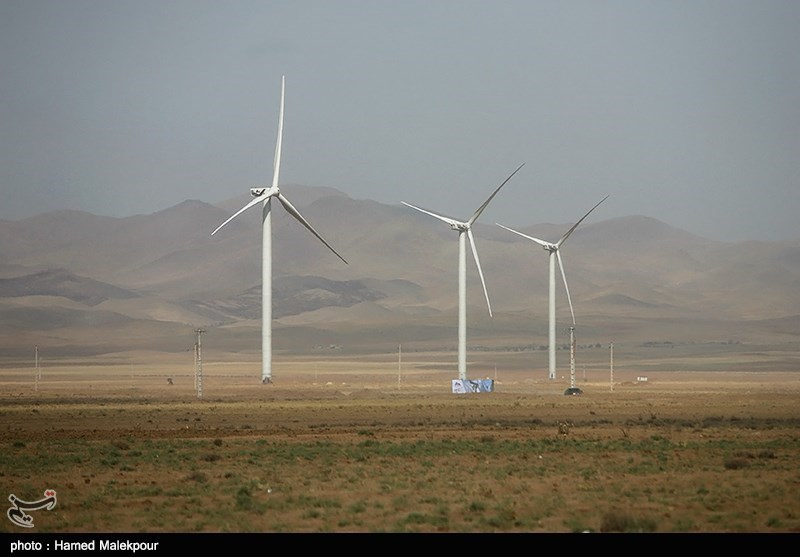
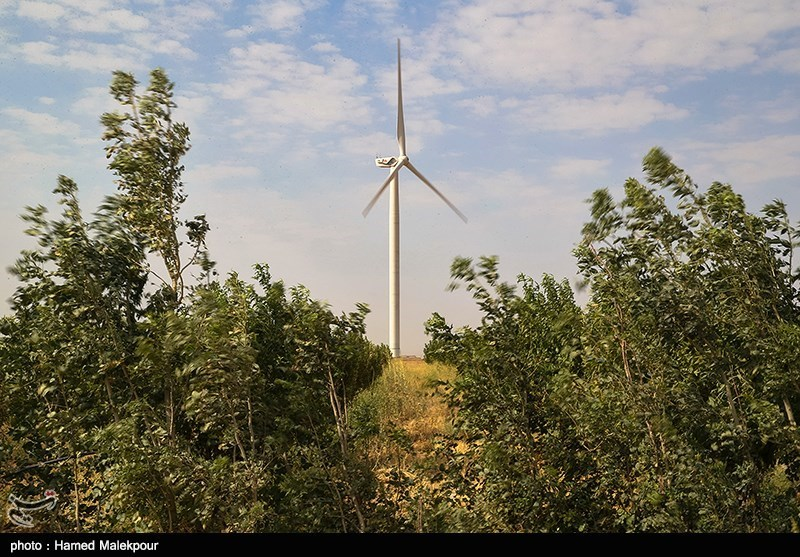
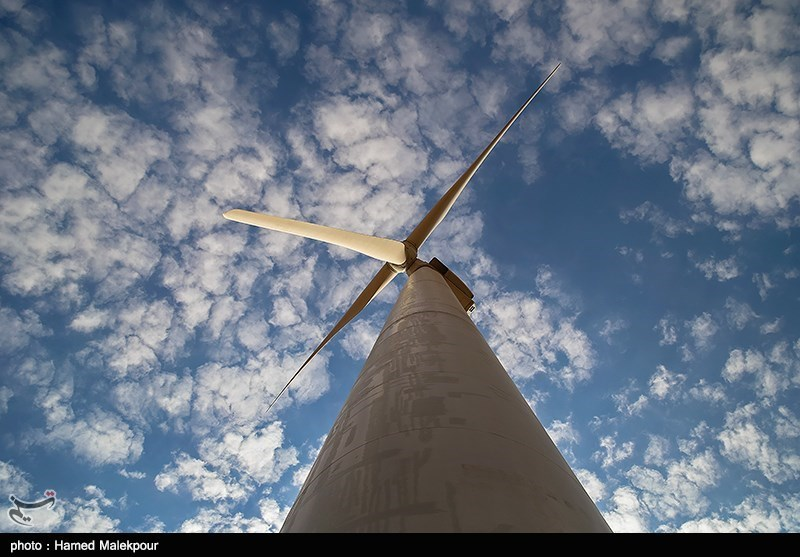